# Вищий військово-педагогічний інститут
Вищий військово-педагогічний інститут — радянський навчальний заклад.

## Історія
Вищий військово-педагогічний інститут був створений в 1940 році на базі військово-педагогічного факультету Військово-політичної академії імені В. І. Леніна.
Під час Німецько-радянської війни інститут готував, в основному, за короткостроковою програмою політпрацівників. Багато випускників інституту воєнних років стали видними військовими педагогами і вченими.
В 1946 році інституту було присвоєно ім'я Михайла Калініна.
В 1958 році знову був перетворений у військово-педагогічний факультет військово-політичної академії імені В. І. Леніна.

## Структура
Включав 4 факультети, курси перепідготовки, ад'юнктуру.

## Підготовка слухачів
Здійснював підготовку викладачів суспільних дисциплін для військових навчальних закладів, політпрацівників для військ.
Основу підготовки слухачів становило вивчення марксизму-ленінізму, партійно-політичної роботи, психології, педагогіки, військових дисциплін.

## Місця дислокації
Дислокувався в містах: Калінін (1940—1941), Ташкент (1941—1944), Ленінград (1944—1958).
У Ленінграді розташовувався на Лермонтовському проспекті, б. 54 (будівля колишнього Миколаївського кавалерійського училища).